# ما با زندگی خود بازی می‌کنیم
ما با زندگی خود بازی می‌کنیم (به هندی: Khelein Hum Jee Jaan Sey) فیلمی است محصول سال ۲۰۱۰ و به کارگردانی آشوتوش گواریکر است. در این فیلم بازیگرانی همچون آبیشک باچان، دیپیکا پادوکونه، سکندر کهر، ویشاکا سینگ، محسن حسن خان ایفای نقش کرده‌اند.